# Zlatko Kranjčar
Zlatko »Cico« Kranjčar, hrvaški nogometaš in trener, * 15. marec 1956, Zagreb, SFRJ † 1. marec 2021, Zagreb, Hrvaška. 
Bil je eden najboljših hrvaških nogometašev. Kranjčar je svojo kariero začel kot igralec pri zagrebškem klubu Dinamo, ki je v letih 1981–82 zmagal v jugoslovanski prvi ligi, nato dvakrat v jugoslovanskem pokalu v letih 1980 in 1983. Kasneje je postal upravnik kluba in nadaljeval osvajanje zmag v hrvaški prvi ligi v letih 1995–96 in 1997–98 ter hrvaškega pokala v letih 1996 in 1998. 
Kranjčar je igral tudi za Rapid Wien, kjer je v letih 1986–87 in 1987–88 dvakrat uspel zmagati v Bundesligi; osvojili so avstrijski pokal v letih 1984, 1985 in 1987 in avstrijski Superkup v letih 1986, 1987 in 1988.
Kranjčar je bil imenovan za menedžerja hrvaške reprezentance in jih odpeljal na svetovno prvenstvo v nogometu leta 2006. Kratek čas je vodil tudi reprezentanco Črne gore. Leta 2009 je odšel v Iran in vodil Persepolis. Tam je v letih 2011–12 zmagal v iranski ligi Pro in v letih 2012–13 Hazfi Cup.   
Umrl je marca 2021 po kratki, a hudi bolezni. Njegovo zdravje se je poslabšalo v Zadru, kjer je bil hospitaliziran v bolnišnici. Premestili so ga v Zagreb, vendar mu zdravniki niso mogli rešiti življenja.